# 君士坦丁凱旋門
君士坦丁凱旋門（義大利語：Arco di Costantino）是位於羅馬的一座凱旋門，位於羅馬競技場與帕拉蒂尼山之間。君士坦丁凱旋門是為了紀念君士坦丁一世於312年10月28日的米爾維安大橋戰役中大獲全勝而建立的。君士坦丁凱旋門也是羅馬現存的凱旋門中年代最晚的一座。

## 概要
君士坦丁凱旋門高21公尺，寬25.7公尺，纵深7.4公尺。它擁有3個拱門，中央的拱門高11.5公尺，寬6.5公尺；兩側的拱門則高7.4公尺，寬3.4公尺。拱門上方由磚塊所砌成，表面則有雕刻圖案。君士坦丁凱旋門主體是由幾根分開的圓柱及刻有銘文的頂樓所構成，設計類似位在古羅馬廣場的塞維魯凱旋門。而拱門的下半部則被認為是建築師參考更古老的紀念碑來設計的，也許是來自於哈德良皇帝時代。
因為君士坦丁凱旋門橫跨在凱旋大道（Via Triumphalis）上，所以當時羅馬皇帝在凱旋式時會從這條路進入羅馬。這條路線是從戰神廣場開始，穿過馬克西穆斯競技場（Circus Maximus），隨後沿著帕拉蒂尼山前進。在通過君士坦丁凱旋門後，隊伍馬上在圓錐水泉（Meta Sudans）左轉，沿着神聖大道（拉丁語：Via Sacra）到達古羅馬廣場並登上卡比托利歐山到達終點朱庇特神廟，途中也會穿過提圖斯凱旋門。
君士坦丁凱旋門在中古時代被併入古羅馬的堡壘當中，而首次復原工程則於18世紀時開始。1990年代晚期則對凱旋門進行一次考古挖掘活動，剛好趕在2000年慶祝活動舉辦之前。

## 裝飾

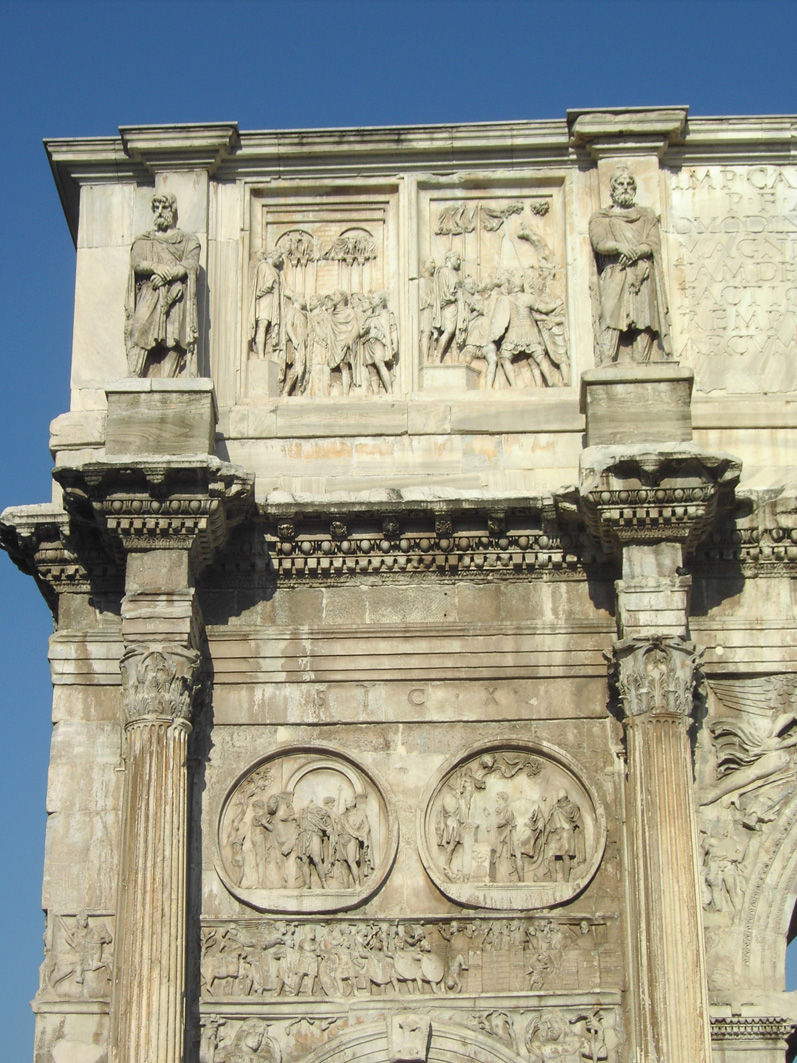
君士坦丁凱旋門的細部結構

君士坦丁凱旋門的表面大量使用其他更古老的紀念建築材料來裝飾，並集合成君士坦丁時代的建築。它讚揚了君士坦丁在戰爭中獲勝，這座「歷史性」的建築則描述他在羅馬活動的核心思想：同時在戰爭及執行公民任務方面讚美皇帝。一種看法認為君士坦丁凱旋門的裝飾採用圖拉真、哈德良與馬爾庫斯·奧列里烏斯這些皇帝在位的「黃金時代」暗指君士坦丁也將會成為這些「優秀皇帝」的其中之一。
另一種解釋則認為君士坦丁凱旋門開始建造（最早是在312年末）到外部開始裝飾的時間（315年夏季）並不長，所以建築師採用現存的技術是因為來不及創造全新的設計藝術。而另一個可能的原因則是：4世紀的羅馬帝國缺乏藝術技術去創造合適的藝術品，所以只好搜刮古代建築表面的藝術品來裝飾君士坦丁凱旋門。這些不同的因素之間也可能互相影響才真正造成這種現象。
拱門上方的頂閣表面刻有銘文，而且兩個面都完全相同。而位在拱門上端兩側則裝飾著8個長方形浮雕。這些浮雕原先是一座紀念馬爾庫斯·奧列里烏斯的未知建築物上面的裝飾物，可能是從紀念馬爾庫斯·奧列里烏斯在馬克曼尼人戰爭獲勝的凱旋紀念物上移走的。不過建築師將馬爾庫斯·奧列里烏斯皇帝的頭像重新雕刻成君士坦丁。
君士坦丁凱旋門每根圓柱頂端的達基亞囚犯大理石雕像是圖拉真時代的產物，很可能是來自於圖拉真廣場。

## 外部連結
- The Arch of Constantine, a detailed article for scholars and enthusiasts
- Inscriptions illustrated and discussed（页面存档备份，存于）
- Google Maps satellite image（页面存档备份，存于）